# علی الهیاری
علی الهیاری (زاده ۱ بهمن ۱۳۲۹ در دزفول) فیلم‌بردار و بازیگر اهل ایران است که فعالیت هنری خود را در سینما با فیلم «قربانی سوم» به کارگردانی ابوالقاسم ملکوتی به عنوان گروه فیلمبرداری آغاز کرد.

## بازیگر
- شیرهای جوان (۱۳۷۸)
- بدل (۱۳۷۲)
- شیلات (۱۳۶۲)
- توجیه (۱۳۶۰)

## مدیر فیلم‌برداری
- آن‌ها (۱۳۹۵)
- یوسف هور (۱۳۹۱)
- بانو (مجموعه تلویزیونی) (۱۳۸۸)
- نطفه شوم (۱۳۸۷)
- اگه می‌تونی منو بگیر (۱۳۸۵)
- خواستگار محترم (۱۳۸۵)
- نسکافه داغ داغ (۱۳۸۵)
- چند می‌گیری گریه کنی (۱۳۸۴)
- شب بخیر فرمانده (۱۳۸۴)
- رستگاری در ۲۰/۸ دقیقه (۱۳۸۳)
- سرود تولد (۱۳۸۳)
- سیزده گربه روی شیروانی (۱۳۸۲)
- دختر ایرونی (۱۳۸۱)
- زمانه (۱۳۸۰)
- زندانی ۷۰۷ (۱۳۸۰)
- شب برهنه (۱۳۸۰)
- مزاحم (۱۳۸۰)
- آوازخوان (۱۳۷۹)
- شیرهای جوان (۱۳۷۸)
- کمکم کن (۱۳۷۷)
- پاتک (۱۳۷۴)

## جشنواره‌ها
- برنده دیپلم افتخار بهترین فیلم‌برداری (دستهای آلوده) در هجدهمین دوره جشنواره فیلم فجر - ۱۳۷۸
- کاندیدای بهترین فیلم‌برداری (مزاحم) در بیستمین دوره جشنواره فیلم فجر - ۱۳۸۰